# 日本鉄道車輌工業会
一般社団法人日本鉄道車輌工業会（にっぽんてつどうしゃりょうこうぎょうかい、英: Japan Association of Rolling Stock Industries、略: 鉄車工、英略: JARi）は、鉄道車両ならびその電気機器、部品を製造販売する企業を会員とする一般社団法人。

## 沿革
- 1938年 - 鉄道車輌用材協議会発足
- 1940年 - 日本鉄道車輌製造工業組合発足
- 1941年 - 車輌統制会発足
- 1946年 - 鉄道車輌工業協会発足
- 1948年 - 日本鉄道車輌工業協会発足
- 1973年 - 社団法人日本鉄道車輌工業会発足
- 2003年 - 「通勤・近郊電車の標準仕様指針」制定
- 2012年 - 一般社団法人に移行

## 会員
- 正会員
  - 曙ブレーキ工業
  - アルナ車両
  - アルナ輸送機用品
  - 川崎車両
  - 共栄実業
  - 京三製作所
  - 近畿車輛
  - カヤバ
  - コイト電工
  - 工進精工所
  - 五光製作所
  - コマツカスタマーサポート
  - シンフォニア テクノロジー
  - 鈴木合金
  - 総合車両製作所
  - テシカ
  - 東芝
  - 東洋電機製造
  - ナジコ
  - ナブテスコ
  - 成田製作所
  - 新潟トランシス
  - ニシヤマ
  - 日本車輌製造
  - 日本信号
  - 日本精工
  - 日本製鉄
  - 日本製鋼所
  - 日立製作所
  - 日立ニコトランスミッション
  - 不二越
  - 富士電機
  - 三菱重工業
  - 三菱電機
  - 森尾電機
  - 八幡電気産業
  - ユタカ製作所
- 賛助会員
  - アサヤマ
  - Astemo
  - アマダ
  - イーエーオー・ジャパン
  - イー・オータマ
  - 入江工研
  - 上田ブレーキ
  - 運輸総合研究所
  - NOK
  - NKKスイッチズ
  - NTN
  - 音楽館
  - キーパー
  - キッツ
  - キャプテンインダストリーズ
  - 協三工業
  - 協和可鍛鋳鉄
  - クノールブレムゼ鉄道システムジャパン
  - 倉敷化工
  - 交通電業社
  - 江東電気
  - 神戸製鋼所
  - 国際計測器
  - 三工社
  - 三真工業
  - JR西日本テクノス
  - JR東日本テクノロジー
  - ジャバラ
  - ジュピターコーポレーション
  - 住友ベークライト
  - SUMINOE
  - ストーブリ
  - スリオジャパン
  - 大光電気
  - 大同信号
  - 大日本塗料
  - Parker TAIYO
  - 宝建材製作所
  - タツタ電線
  - 津覇車輌工業
  - TOAエンジニアリング
  - TPM
  - 鉄道貨物協会
  - デンカ
  - 天龍工業
  - 天龍コンポジット
  - トアック
  - 東急テクノシステム
  - 東芝インフラテクノサービス
  - 東邦電機工業
  - 東北ネヂ製造
  - ナブテスコサービス
  - 日軽金アクト
  - 日幸電機製作所
  - ニッタ化工品
  - 日東絶縁
  - 日本ゲッツナー
  - 日本航空電子工業
  - 日本コンサルタンツ
  - 日本鉄道車両機械技術協会
  - 日本ムーグ
  - 日本メルセン
  - ハーティング
  - パナソニック コネクト
  - 早川電機製作所
  - ファインシンター
  - フコク
  - 不二電機工業
  - プロテリアル
  - ベスタクト・ソリューションズ
  - 三井物産プロジェクトソリューション
  - 村林工業
  - メトロ車両
  - ヤシマキザイ
  - ヤシロコンポジット
  - ユーバー
  - ユシロ
  - 横浜製機
  - レシップ
  - ロンシール工業
  - WashiON
- 特別会員
  - 大阪市高速電気軌道
  - 小田急電鉄
  - 九州旅客鉄道
  - 近畿日本鉄道
  - 京王電鉄
  - 京成電鉄
  - 京阪電気鉄道
  - 京浜急行電鉄
  - 神戸電鉄
  - 相模鉄道
  - 札幌市交通局
  - 山陽電気鉄道
  - 四国旅客鉄道
  - 西武鉄道
  - 東海旅客鉄道
  - 東急電鉄
  - 東京地下鉄
  - 東京都交通局
  - 東武鉄道
  - 名古屋鉄道
  - 南海電気鉄道
  - 西日本鉄道
  - 西日本旅客鉄道
  - 日本貨物鉄道
  - 阪急電鉄
  - 阪神電気鉄道
  - 東日本旅客鉄道
  - 福岡市交通局
  - 北海道旅客鉄道
  - 横浜市交通局